# Польсько-словацькі відносини
По́льсько-слова́цькі відно́сини — двосторонні міжнародні відносини між Польщею та Словаччиною. Дипломатичні відносини між країнами було встановлено в 1993. У Польщі є посольство в Братиславі. У Словаччини є посольство у Варшаві та генеральне консульство в Кракові.
Обидві країни є членами Європейського Союзу та НАТО.
Держави поділяють 539 км спільного кордону.